# 블라디미르 타틀린
블라디미르 예브그라포비치 타틀린(러시아어: Владимир Евграфович Татлин, 1885년 12월 28일 - 1953년 5월 31일)은 러시아 제국 출신의 화가, 조각가, 건축가, 디자이너, 무대미술가이다. 구성주의의 기수였던 블라디미르 타틀린에 관해서는 그의 활약이 혁명 전후의 러시아 본국에 한정되어 있어서인지 그의 전기적 사실은 별로 알려지지 않고 있다. "예술은 1914년 마테리알, 매스 및 콘스트럭션을 그 원칙으로 인정하였을 때에 이미 1917년의 사회혁명을 선취하고 있었다"고 말한 그는 목재와 금속 등 본래의 물질로 부조의 제작뿐만 아니고 혁명 후에는 노동복과 난로, 기념비나 글라이더의 설계까지 구성주의의 원칙에 따라 다방면으로 제작의 장르를 펼치고 있었다. 그에 의하면 무릇 사물에 형태를 부여하는 행위는 모두가 예술인데, 이러한 주목되는 예술개념의 확대도 혁명 후 유물사상에 젖은 젊은 세대 및 사회주의 리얼리즘으로 전환한 미술정책이 용인하는 바가 되지 못하였다. 타틀린은 페트로그라드·키예프·모스크바 등지에서 일시적인 교육활동을 하였으나 고독하게 은퇴해 버렸다.

## 개요

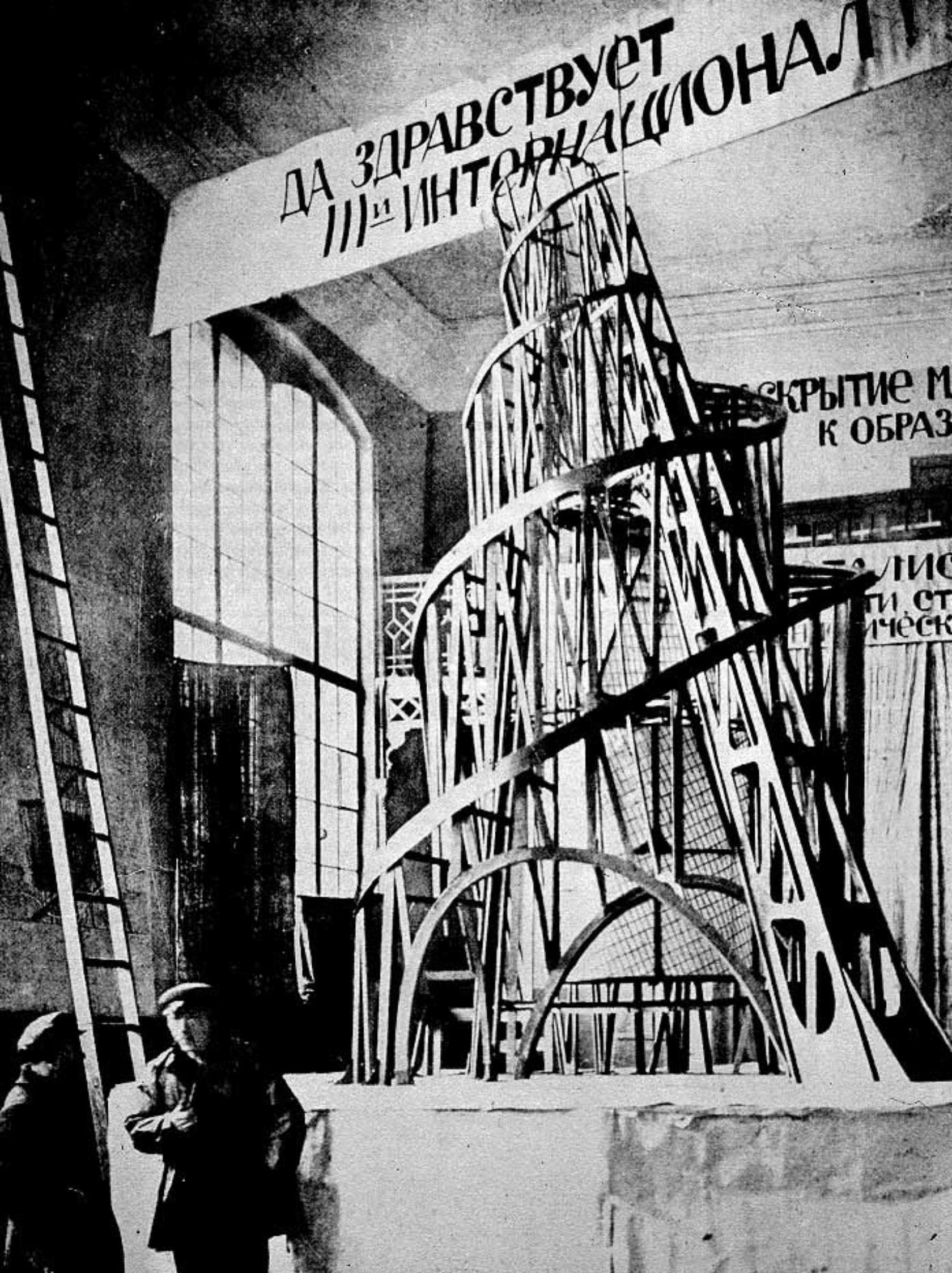
타틀린의 제3인터내셔널 기념탑 (1919년)

1885년, 러시아 제국령하에 있던 우크라이나의 하르키우에서 기술자의 가정에서 태어난다. 젊은 시절에는 수병으로 이집트, 시리이 등 각지에서 항해한 경력도 가졌다. 1909년, 모스크바의 회화·조각·건축학교에서 기술을 익힌다. 1917년의 러시아 혁명 후에는 예술학교에서 교편을 잡고, 인민교육위원회 모스크바지부장에 취임한다.
카지미르 말레비치와 당대의 다른 예술가들과 함께, 1920년대 소비에트 연방의 러시아 아방가르드 및 러시아 구성주의의 대표적인 작가의 한 명으로 다루어지지만, 자신은 그 활동에 참가하면서도 다른 예술가들과는 연을 끊고, 가장 구성주의를 비판했던 작가이기도 하다.
대표적인 작품에는 「제3인터내셔널 기념탑」(타틀린 타워; 영어: Tatlin's Tower, The Monument to the Third International - 1919년), 항공기계 「레타틀린」(1932년) 등이 있다. 특히, 파리의 에펠탑에 맞먹는 높이의 나선형 철탑을 구상한 「제3인터내셔널 기념탑」(실현하지 않음)이나, 벽의 구석에 걸친 「카운터 릴리프」(코너 릴리프)라고 불리는 조각(본인은 이것을 전통적인 회화에 대한 의문을 던지기 위해 만든 입체상의 회화라고 여기고 있었다)은 후세의 건축가·예술가에게 커다란 영향을 미쳤다.
말년에는 새가 나는 방식을 연구하여, 비행기술의 발전에 도움이 되고자 했다. 그는 모스크바의 묘지에 묻힌다.

## 참고 문헌
- 美術手帖　1974년 9월호　特集　マレーヴィッチ　絵画の無化をめざして／美術出版社
- 美術手帖　1982년 2월호　ロシア・アヴァンギャルドのデザイン感覚／美術出版社
- 夢見る権利　ロシア・アヴァンギャルド再考：桑野隆／東京大学出版局　1996년
- 季刊ウインド　1992년 18호　連続特集　ロシア・アバンギャルド・デザインⅡ／商店建築社
- ロシア・アヴァンギャルド建築：八束はじめ／INAX
- ロシア・アヴァンギャルド 亀山郁夫 1996년／岩波新書

## 같이 보기
- 30 세인트 메리 액스 - 건축가 노먼 포스터의 디자인. 타틀린의 작품 「제3인터내셔널 기념탑」의 디자인의 영향을 많이 받았다고 한다.